# Aelurillus alboclypeus
Aelurillus alboclypeus es una especie de araña araneomorfa del género Aelurillus, tribu Aelurillini, familia Salticidae. La especie fue descrita científicamente por Azarkina & Komnenov en 2015.
La longitud del prosoma del macho mide 2-3,10 milímetros y el de la hembra 2,30 milímetros. La especie se distribuye por el Medio Oriente: Turquía